# Lia Vissi
Lia Vissi, bürgerlich Olympia Vissi, in griechisch Λία Βίσση, (* 15. Mai 1955 in Larnaka (Zypern)) ist eine zyprische Sängerin und Politikerin. Sie ist die ältere Schwester von Anna Vissi, die selbst eine bekannte Sängerin ist.

## Biografie
Zusammen mit ihren Schwestern Anna und Nicki gründete Lia Vissi die Folkband „The Vissi Sisters“ („Die Vissi-Schwestern“). Nachdem Anna einen Talentwettbewerb gewonnen hatte, zog die Familie 1973 nach Griechenland.
Lia Vissi absolvierte das Griechische Konservatorium in Athen und erteilte dort anschließend jahrelang Klavierunterricht. Sie ist eine erfolgreiche Komponistin, Sängerin und Produzentin, die verschiedene Platten veröffentlicht und zahlreiche Konzerte in Griechenland und im Ausland gegeben hat. Auf dem Programm ihrer Solokonzerte stehen dabei außer selbst komponierten Songs und Jazz-Standards Lieder von Bertolt Brecht, Kurt Weill, Hanns Eisler, Pablo Neruda, Mikis Theodorakis, Manos Handjidakis, Thanos Mikroutsikos und Savvas Savva. Darüber hinaus schreibt sie Musik für Fernsehserien und Theaterstücke. Sie unterrichtet außerdem modernen Gesang.
2006 nahm sie als Repräsentantin der Partei Dimokratikos Synagermos im Bezirk Larnaka an den Parlamentswahlen teil, wurde aber trotz einer Promotion-Kampagne ihrer Schwester Anna nicht gewählt.

## Eurovision Song Contest
1979 kam Lia Vissi zum ersten Mal mit dem Eurovision Song Contest in Berührung: Als Backgroundsängerin von Elpida. Ein Jahr später war sie Mitglied der Gruppe The Epikouri, die ihre Schwester Anna begleitete und wie 1979 bereits Elpida Griechenland beim Eurovision Song Contest vertrat.
Für ihre Heimat Zypern ging sie beim Eurovision Song Contest 1985 in Göteborg an den Start. Doch sie hatte kein Glück: Nur Platz 16 (bei 19 Startern) für ihr Lied To katalava arga (gr. Το κατάλαβα αργά, zu Deutsch etwa „Ich habe es zu spät bemerkt“). Sie hatte das Lied selbst geschrieben.
1991 und 1992 kam sie jeweils auf den zweiten Platz in der griechischen Vorentscheidung zum Eurovision Song Contest.